# Extravagantes Johannis XXII.

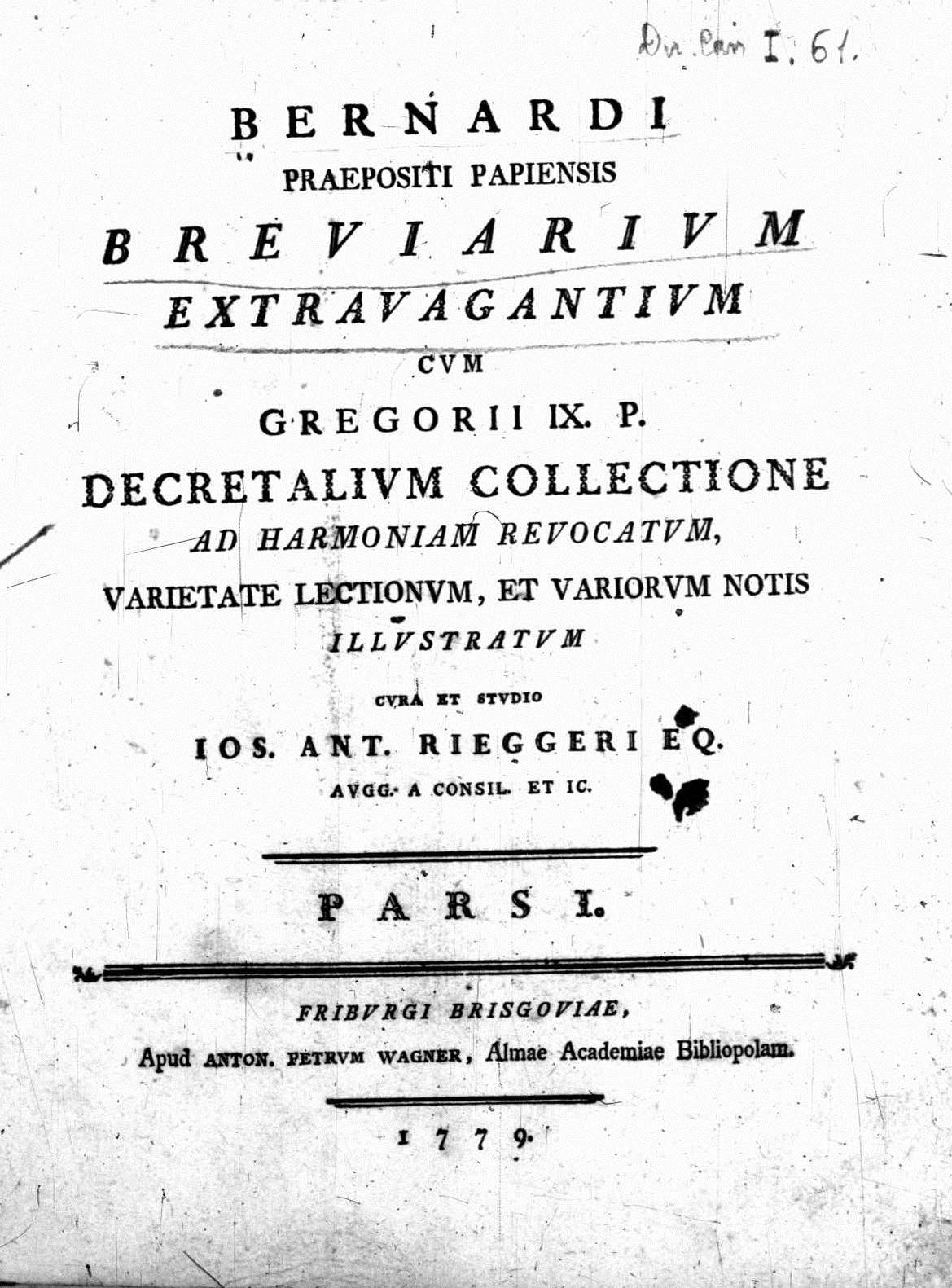
Bernhard von Pavia, Breviarium extravagantium, 1779

Die Extravaganten Johannis XXII. sind ein Teil des Corpus Iuris Canonici.
Sie entstanden aus einer Überarbeitung des ersten sogenannten Anhangs zu den Clementinen. Der ursprüngliche Kompilator war Wilhelm von Montlezun. Er verfasste sein Werk 1317. 1325 wurde seine Sammlung von Zenzelinus von Montpeiller neu zusammengefasst und zum Anhang der Klementinen gemacht. Er fügte weitere Dekretalen hinzu. Um 1500 wurde sie nochmals von Jean Chappuis überarbeitet.
Die Extravaganten sind nicht in die übliche Form von fünf Büchern geteilt, sondern nur in 14 Titel mit einer Untergliederung in Kapitel geordnet.
Zitierweise: c. 2 Extrav. Joann. XXII, (titulus) IV.